# Ianiskos
Ianiskos (altgriechisch Ἰανίσκος Ianískos, lateinisch Ianiscus) war in der griechischen Mythologie König von Sikyon. Er war ein Nachkomme des Atheners Klytios, dem Schwiegervater des Lamedon.
Als Adrastos nach Argos zurückkehrte übergab er die Regierung an Ianiskos, der aus Attika gekommen war. Pausanias berichtet, dass die Herrschaft nach Ianiskos Tode an Phaistos fiel. Photios erwähnt jedoch noch einen Epopeus, der um diese Zeit regiert haben muss.
Eusebius von Caesarea nennt ihn Inachos und schreibt ihm 42 Regierungsjahre zu.